# Musculus flexor digitorum brevis
Der Musculus flexor digitorum brevis (lat. für „kurzer Zehenbeuger“) ist ein Skelettmuskel an der Unterseite des Fußskelettes. Er beugt die zweite bis fünfte Zehe und verspannt das Längsgewölbe des Fußes.
Im Bereich der Mittelphalangen treten durch die gespaltenen Sehnen des Muskels die Sehnen des Musculus flexor digitorum longus hindurch.